# Schloss Greinburg

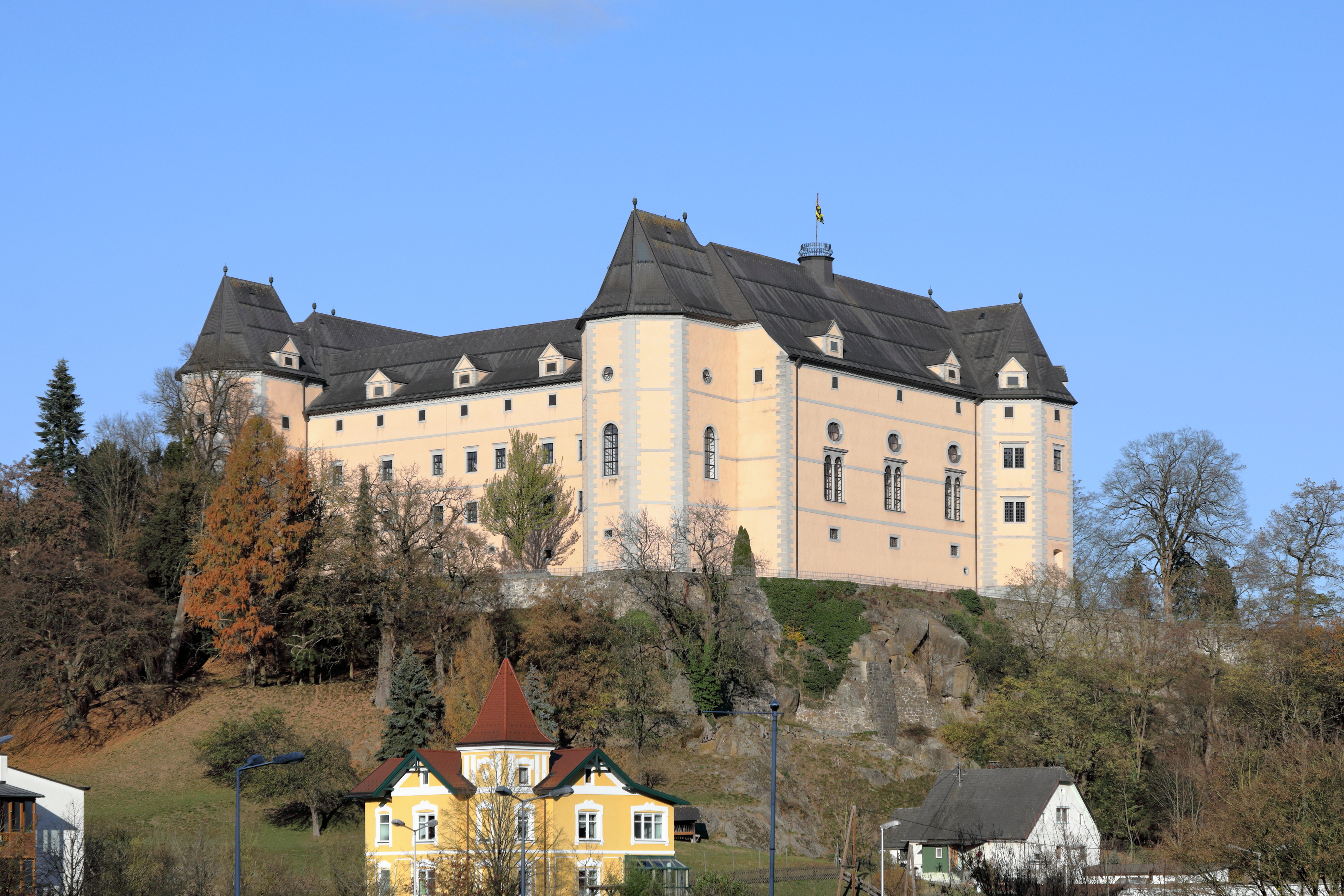
Südwestansicht der Greinburg

Schloss Greinburg liegt unmittelbar an der Donau im Strudengau/Oberösterreich. Es gehört zu der Stadt Grein im Unteren Mühlviertel. Das Schloss ist Wahrzeichen der Stadt und das älteste Wohnschloss Österreichs. Sein heutiges Aussehen ist bestimmt von der spätmittelalterlichen Burganlage aus den Jahren 1488 bis 1493 und den Umbauten aus dem 16. und 17. Jahrhundert.
Bis heute ist das Schloss in Privatbesitz und gehört der Familienstiftung des herzoglichen Hauses Sachsen-Coburg und Gotha. Seine historischen Repräsentationsräume, wie der Große und der Kleine Rittersaal, das Diamantgewölbe, die Sala terrena und der Arkadenhof, sowie das Oberösterreichische Schifffahrtsmuseum sind von Mai bis Oktober täglich außer Montag zu besichtigen. Im Rahmen einer Schlossführung erhält man auch Zugang zu den kostbar ausgestatteten Coburger Festräumen.
Schloss Greinburg ist eine der touristischen Sehenswürdigkeiten des Donauradwegs und des Donausteigs.

## Geschichte

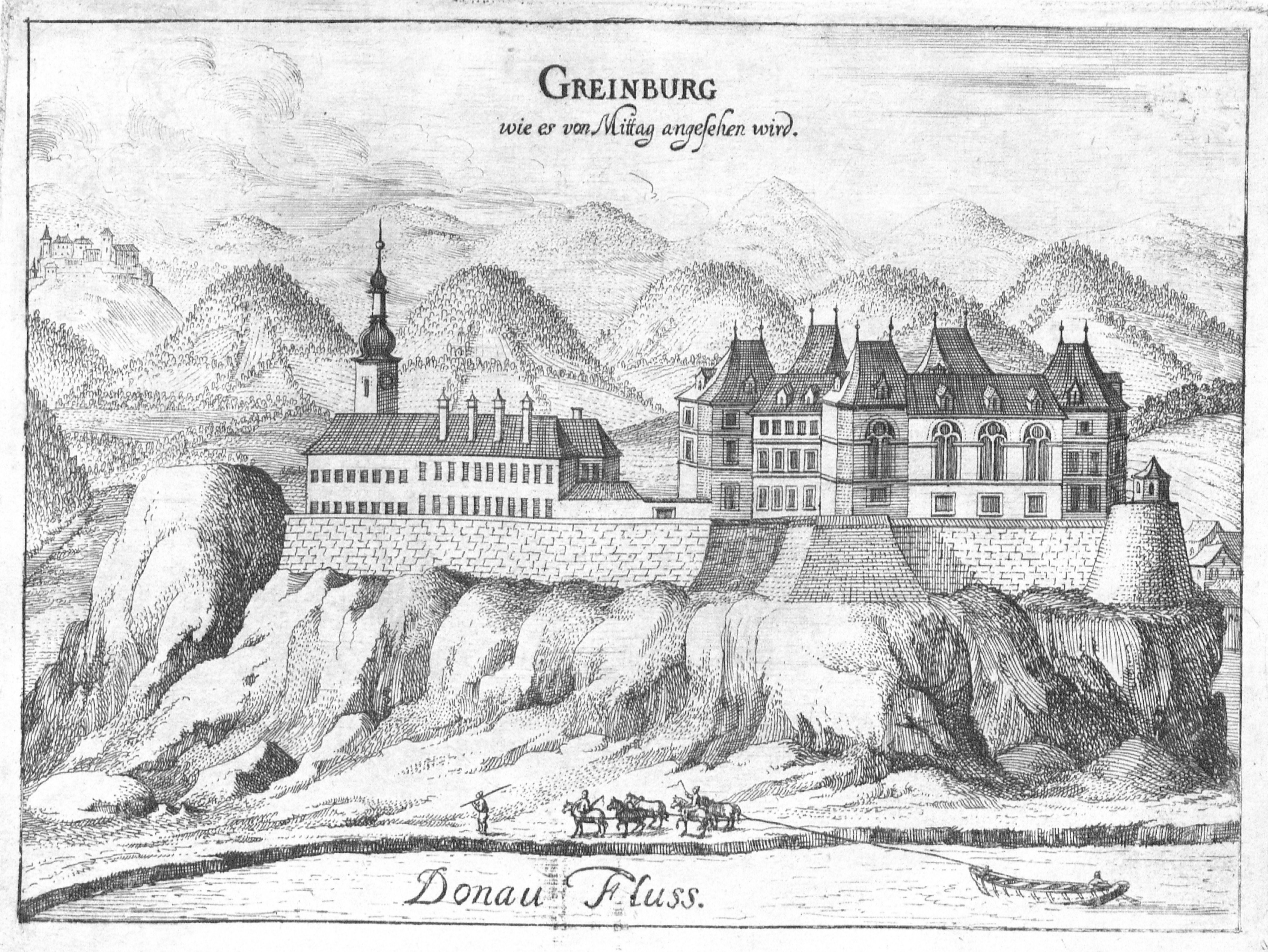
Schloss Greinburg um 1674, Stich von G.M.Vischer

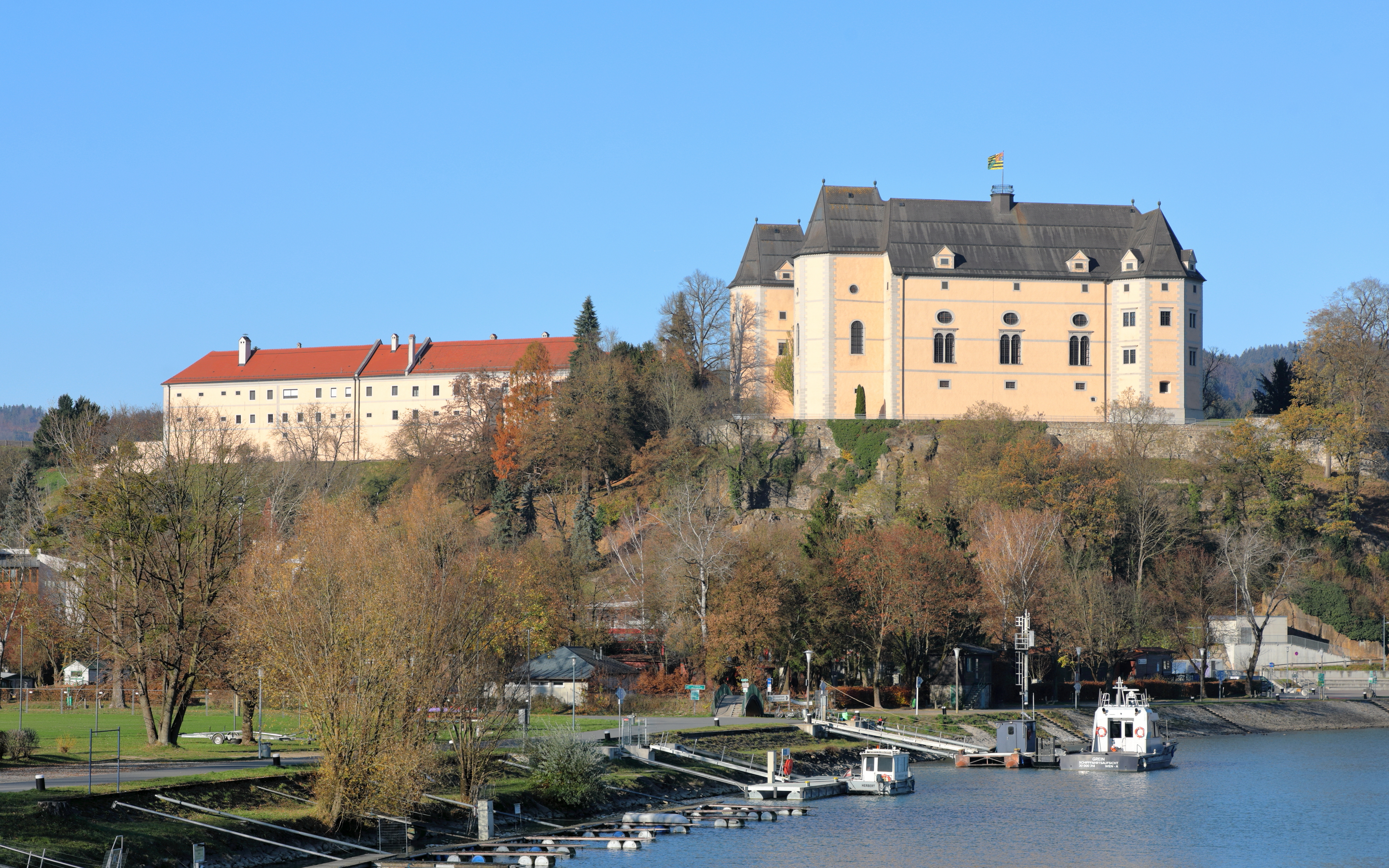
Schloss Greinburg 2018

Seit 1488 finden sich Dokumente über die Burg. In diesem Jahr bewilligte Kaiser Friedrich III. den Brüdern Heinrich und Siegmund Prüschenk, Freiherrn von Stettenberg, ein Schloss auf dem nach allen Seiten steil abfallenden Granitfelsen Hohenstein zu errichten. Um 1495 erwarben die Gebrüder Prüschenk auch die Grafschaft Hardegg und nannten sich nach ihr Grafen zu Hardegg und im Machland. Das Schloss in Grein sollte der Sicherung des Machlandes gegen böhmische, ungarische und türkische Einfälle dienen. Der erste Name war Stettenfels, ab 1504 Heinrichsburg, erst seit 1533 ist der Name Greinburg überliefert.
1533 kam der Sitz des Landgerichtes Machland von der Burg Mitterberg zur Herrschaft Grein. 1572 wurde auch das Pfleggericht von Struden nach Grein verlegt, womit Grein zum Verwaltungszentrum des unteren Machlands und des Strudengaus geworden war.
1534 gelangte das Schloss in den Besitz des kaiserlichen Pfennigmeisters Johann Loeble († 21. Mai 1560). Seine Tochter vermählte sich mit Rudolf von Sprinzenstein, der 1621 das Schloss an den Grafen Leonhard Helfried von Meggau verkaufte. Unter Graf Meggau wurde das Schloss im Renaissancestil ausgebaut. Über Graf Meggaus Tochter Anna, vermählt mit Sigmund Ludwig von Dietrichstein, kam Schloss Greinburg in den Besitz der Familie Dietrichstein. 1709 erwarb Franz Ferdinand Graf von Salburg das Schloss. Durch Erbschaft gelangte das Schloss 1810 an Josef Karl Fürst von Dietrichstein, der es 1817 an den Armeelieferanten Michael Fink verkaufte.
Ab 1817 gehörte das ursprünglich Maria-Theresianische Privileg der Scheiterschwemme auf der Naarn zur Herrschaft Greinburg.
1823 erwarb Herzog Ernst I. von Sachsen-Coburg und Gotha Schloss und Herrschaft Greinburg. Ihn beerbten seine Söhne Ernst II. und Albert, Prinzgemahl der britischen Königin Victoria, sodass nach dem frühen Tod ihres Gemahls auch Queen Victoria Miteigentümerin von Schloss Greinburg wurde. Wegen der Herrschaft Greinburg (sowie ab 1826 auch Schloss Walterskirchen in Niederösterreich) hatte das Haus Sachsen-Coburg und Gotha fortan – als eines von drei souverän regierenden Häusern – bis 1918 einen erblichen Sitz im Herrenhaus des Kaisertums Österreich inne. Heute befindet sich das Anwesen im Besitz der Nachkommen des vierten Sohnes von Victoria und Albert – Prinz Leopold, Duke of Albany. Die Erhaltung wird von der Stiftung der Herzog von Sachsen-Coburg und Gotha’schen Familie finanziert. Derzeitiger Chef des Hauses ist Andreas Prinz von Sachsen-Coburg und Gotha.
In Schloss Greinburg war seit dem Sommer 1944 ein Zweigwerk der Firma Voigt & Haeffner untergebracht. Vom 2. bis 19. Februar 1945 existierte das zum KZ Mauthausen zugehörige KZ-Außenlager Grein um Baumaßnahmen im und um das Schloss durchzuführen.
Nach dem Zweiten Weltkrieg wurde das Schloss von der sowjetischen Armee besetzt; 1958 erfolgte die Rückgabe an die Familienstiftung des Hauses Sachsen-Coburg und Gotha. 1970 richtete die Stiftung das Oberösterreichische Schifffahrtsmuseum ein mit Leihgaben der Oberösterreichischen Landesmuseen. 1976–1987 erfolgte eine umfassende Sanierung des Schlossbaues und des angrenzenden Wirtschaftsgebäudes. Seitdem sind auch die bedeutenden Repräsentationsräume des Schlosses von Mai bis Oktober mit einer Führung für die Öffentlichkeit zugänglich.

## Beschreibung
Das Schloss steht auf dem Granitfelsen Hohenstein oberhalb der Stadt Grein an der Donau. Schloss Greinburg gilt als das älteste Wohnschloss von Österreich und ist ein Markstein in der Entwicklung vom Burgen- zum Schlossbau. Es ist der erste Schlosskomplex nördlich der Alpen, der vollständig einheitlich über einem regelmäßig geplanten Grundriss erbaut wurde. Das Schloss wurde als Viertürmeanlage mit einem zusätzlichen Torturm, Palas und Kapelle errichtet. Sehenswert sind die historischen Repräsentationsräume: der stimmungsvolle Arkadenhof, das spätgotische Diamantgewölbe, der beeindruckende Große Rittersaal (30 m lang, 16 m breit, 14 m hoch), die Schlosskapelle mit dem frühbarocken Weihnachtsaltar und die geheimnisvolle Sala terrena, ein vollständig mit Kieselstein-Mosaik ausgeschmückter Festraum.
Die sogenannten Coburger Festräume im zweiten Obergeschoß sind mit einer Führung zu besichtigen. Sie sind reich ausgestattet mit antiken Möbeln und der Portraitgalerie aus dem Besitz der herzoglichen Familie Sachsen-Coburg und Gotha.

### Oberösterreichisches Schifffahrtsmuseum
1969 wurde das Schloss renoviert und das Oberösterreichische Schifffahrtsmuseum eingerichtet, welches am 13. Juni 1970 eröffnet wurde. Es ist das einzige Schifffahrtsmuseum in Oberösterreich. Detaillierte Modelle repräsentieren die Geschichte der verkehrstechnischen Nutzung der Binnenschifffahrt auf der Donau und ihren Zuflüssen Inn, Salzach, Enns und Traun. Im Donau-Saal (Kleiner Rittersaal) ist ein 15 Meter langes Modell eines sogenannten Schiffszugs zu sehen. Weiters sind Flöße ausgestellt, die von der regen Verkehrsader der Region zeugen, sowie das Modell des ersten Donaudampfschiffes Maria Anna. Die zahlreichen Objekte sind Leihgaben der Oberösterreichischen Landesmuseen.
Neben der Schifffahrt sind auch Modelle von alten Städten in Oberösterreich ausgestellt.